# アフォンソ・デ・ルセナ
アフォンソ・デ・ルセナ（Afonso de Lusena、1551年 - 1623年6月14日）は、安土桃山時代から江戸時代初期にかけて日本で活動したポルトガルのイエズス会宣教師である。名はアルフォンスス（Alfonsus）とも表記される。

## 経歴・人物
1578年（天正6年）に来日し、長崎の大村にて布教活動を行う。滞日中は布教活動以外にも来日前の1574年（天正2年）に集団改宗されたキリスト教徒のうち実際のキリシタンの信仰を育ったことに携わったことにより、「大村の信徒」と呼ばれた。また大村純忠の長男であった大村喜前の霊的教育係を務めたが、1606年（慶長11年）に喜前が長崎の替地問題によりキリスト教を離れた際に領地に潜伏していた宣教師の追放も行った。
しかし喜前はルセナを黙認したことで、喜前の姉であるマリナ伊奈姫の元で司牧を継続する。1614年（慶長19年）に江戸幕府からキリシタン追放令が発令されたことにより、約36年間滞在した日本を離れマカオにて活動拠点を移し同地で没した。

## 著書
- 『大村キリシタン史料〜アフォンソ・デ・ルセナの回想録』- 離日した後にマカオにて執筆[1][2]。大村にて宣教した回想録が収録され[2]、現在では貴重な史料として残されている[1][2]。後に佐久間正および出崎澄男と共に日本語に翻訳された著書が刊行された[2]。